# Matej Lavrenčič (umetnik)
Matej Lavrenčič, slovenski animator in stripar, * 1980.
Diplomiral je na Akademiji za likovno umetnost in oblikovanje (2005, smer slikarstvo) in deluje na področju filmske animacije ter stripa.
Režiral in animiral je številne kratke animirane filme v različnih tehnikah: stop-motion, kolažna animacija, 2D-računalniška animacija. Je tudi avtor animiranih reklamnih in glasbenih spotov. 
Film Patty, kratki film v perverzih, ki sta ga ustvarila skupaj z Romanom Ražmanom, je leta 2007 prejel nagrado za najboljši animirani film na Milanskem filmskem festivalu.
V samozaložbi je izdal mini-stripe 16Kb/s (1999), 1.1.2000 (2000) in The Prince of Golovec (2001). Večino stripov je objavil v rednih in posebnih številkah revije Stripburger. Leta 2005 je objavil svoj prvi stripovski album Male črne skrbi, leta 2017 pa je v Stripburgerjevi zbirki Minimundus, namenjeni najmlajšim, izšla njegova stripovska priredba basni Prevzetna opica.

## Samostojne stripovske izdaje in albumi
- 16Kb/s, samozaložba, 1999
- 1.1.2000, samozaložba, 2000
- The Prince of Golovec, samozaložba, 2001
- Male črne skrbi, Stripburger/Forum Ljubljana, 2005
- Prevzetna opica, Ta ljudske, Stripburger/Forum Ljubljana, 2017

## Objave stripov v antologijah, zbornikih, revijah in časopisih (izbor)
- Debelo prase, Stripburger, 1998
- Moj angel, Stripburger, 1999
- Last Night, Vdor/Break, 1999
- Lovec, Stripburger, 2000
- Gospa z neobritimi nogami, Burger faces, 2000
- Avtobus št. 17/6, Stripburger, 2000
- Misun der Standing, Vdor/Break, 2000
- Burp, Stripburger, 2008
- Moje hlače, Stripburger, 2008
- Aco je bil fenomen, Stripburger, 2009
- Podstrešni strip, Stripburger, 2009
- Ču ču čaki, 2010

## Nagrade in priznanja
- Nagrada za najboljši animirani film na Milanskem filmskem festivalu za kratki film v perverzih Patty (skupaj z Romanom Ražmanom), 2007